# Endochironomus disparilis
Endochironomus disparilis är en tvåvingeart som först beskrevs av Maurice Emile Marie Goetghebuer 1936.  Endochironomus disparilis ingår i släktet Endochironomus och familjen fjädermyggor. Inga underarter finns listade i Catalogue of Life.